# Мартина Врбос
Мартина Врбос (Ријека, 29. фебруар 1984) хрватска је кантауторка, која живи и ради у Београду.
Од 1997. године наступа са групом Путокази, а од 2004. године се придружује групи Лет 3 као стални пратећи вокал. Сарађивала је и са Ђорђем Балашевићем и Радетом Шербеџијом. Учествовала је у Сурвајвору 2012. године и била је водитељка на регионалном Ем-Ти-Вију. Учествује на националним изборима Србије и Хрватске за одлазак на Песму Евровизије.
Има двоје деце са Богољубом Видаковићем, са којим је у браку од 2016. године.

## Дискографија

### Албуми
- Све моје воде (2015)

### Синглови
- Tи и ја (2010)
- Тисућу и једини (2012)
- Хајде да... узмемо неки добар ауто (2015)
- На крају града (2015)
- Дилема (2015)
- Пусти нека причају (2016)
- С тобом је све (2021)
- Нестајем (2022)
- Зашто ми не даш да те волим (2023)
- Да ме волиш (2024)

## Фестивали
- Ти и ја, Дора 2010, испала у полуфиналу
- На крају града, Сунчане скале 2012 - Пјесма Љета, 16. место
- Да ме волиш, Песма за Евровизију 2024, испала у полуфиналу